# Bewusstseinsregion Mauthausen-Gusen-St. Georgen
Die Bewusstseinsregion Mauthausen–Gusen–St. Georgen ist ein Gemeindeverband der politischen Gemeinden Mauthausen, Langenstein und St. Georgen an der Gusen „zum Zwecke der Humanisierung der Gesellschaft und der Schaffung eines kritischen und wachsamen Bewusstseins“. Er greift den Wunsch nach einem zukunftsorientierten und Nutzen stiftenden Umgang mit der durch die ehemaligen nationalsozialistischen Konzentrationslager Mauthausen und Gusen belasteten Region des Mühlviertels auf und lädt die heutigen Bewohner durch neue Formen der politischen Bildung und der politischen Beteiligung ein, an der zukünftigen Tradierung des historischen Vermächtnisses der zehntausenden KZ-Opfer dieser Region mitzuwirken.

## Ziele
Neben der Sicherstellung eines respektvollen Gedenkens möchte der Verband das belastete historische Erbe der Region als „Raum des Gedenkens und des Lernens“ besonders für ein ertragreiches Lernen hinsichtlich der gesellschaftlichen Probleme der Gegenwart für die Zukunft nutzbar machen. Dabei geht es der Initiative auch darum, diejenigen in einem lebbaren Umgang mit der Vergangenheit zu unterstützen, die im direkten Umfeld ehemaliger Konzentrationslager leben.

## Entstehung
Die Initiative entstand in den Jahren 2013–2016 im Zusammenhang mit den jahrelangen Bemühungen um einen adäquaten Denkmalschutz für die bis dahin noch nicht geschützten Reste des ehemaligen nationalsozialistischen Konzentrationslagerkomplexes St. Georgen–Mauthausen–Gusen. Nach einem Runden Tisch des Bundesdenkmalamtes in Wien (das Projekt lief seinerzeit noch unter dem Namen „Triangel“) wurde nach Antragstellung durch die drei Gründungsgemeinden am 22. Mai 2015 nach oberösterreichischem Landesrecht behördlich zugelassen.
Durch interkommunale Kooperation der beteiligten oberösterreichischen Gemeinden soll die gesamte, von den historischen Ereignissen tief betroffene Region gefördert und ein in die Zukunft gerichtetes Gedenken zur Bewältigung der nationalsozialistischen Vergangenheit unter Einbeziehung der Bevölkerung ermöglicht werden.

## Organisation
Die Bewusstseinsregion Mauthausen–Gusen–St. Georgen hat ihren Sitz und eine Geschäftsstelle im Gemeindeamt der Marktgemeinde Mauthausen und wirkt neben dem am 18. Jänner 2016 konstituierten Gemeindeverband seit dem 9. November 2016 auch durch einen, allen Interessierten offenstehenden Unterstützungsverein, welcher sich wiederum in einzelne themenzentrierte Ideenwerkstätten/Arbeitsgemeinschaften gliedert. Diese sind derzeit:
- Bevölkerung
- Bildung
- Jugend
- Wissenschaft, Kunst und Denkmalpflege
- Nachnutzung und Erhaltung von Gebäuden, Plätzen und Infrastruktur
- Tourismus und Wirtschaft

## Internationale Ausrichtung
Die Bewusstseinsregion Mauthausen–Gusen–St. Georgen versteht sich insbesondere auch als Projekt-Partner für die interkulturelle Zusammenarbeit weit über die Landesgrenzen Österreichs hinaus und möchte vor allem auch die Bevölkerung der Region weltoffen, fest und nachhaltig in eine zukunftsorientierte und auf Humanität und Wachsamkeit ausgerichtete gemeinsame politische Kultur in Europa einbinden.

## Auszeichnungen
- 2018: Menschenrechtspreis des Landes Oberösterreich[8]